# Rézhenger Művek
A Rézhenger Művek egy nagy múltú budapesti ipari üzem volt.

## Története
Angyalföld–Vizafogó területén a 19. század második felében jelentős iparosodás ment végbe. Ennek egyik részeként épült fel 1893-ban a Rézhenger Művek a mai Esztergomi út és a Vizafogó vasútvonal állomása mellett. Közelében állt a Piros malom.
Az évtizedek alatt számos különböző rézterméket (Lokomotív-tűzszekrények, drótok, huzalok, lövedékek, rézfillérek) állított elő.
A régi felvételek alapján a gyár nyerstégla borítású, szegmensíves ablakos, fűrészfogas tetős épületekből állt, a telep közepén egy magas téglakéménnyel.
A gyár az 1970-es évek közepéig üzemelt, feladatát a Csepel Vas- és Fémművek vette át. Épületét lebontották, helyén a Vizafogó lakótelep házai állnak.

## Korabeli térképábrázolások
- 1921-es térképábrázolás
- 1963-as térképábrázolás